# Ferla
Ferla je italská obec ve Volném sdružení obcí Siracusa v jihovýchodní části Sicílie. V obci Ferla bylo k 31. srpnu 2020 registrováno 2 387obyvatel. Historické sídlo je jedním z 308 členů (stav k prosinci roku 2020) asociace I Borghi più belli d'Italia (Nejkrásnější historická sídla v Itálii).

## Geografie
Obec se nachází v pohoří Monti Iblei, jehož nejvyšší vrchol Monte Lauro (985 m n. m.) je od Ferly vzdálený vzdušnou čarou zhruba 10 km směrem na západ. Na území obce je nejvyšším bodem Monte Santa Venere (870 m n. m.) na severu. Na katastru Ferly leží severozápadní část přírodní rezervace Pantalica, Valle dell'Anapo e Torrente Cava Grande, která zde mj. zahrnuje tok říčky Calcinary, pramenící na území obce. 

## Historie
Území bylo osídleno během řecké kolonizace Sicílie v 8. století př. n. l., existují zmínky o sídle Castel di Lega na kopci poblíž dnešní Ferly. Východně od obce se nachází archeologická lokalita, nekropole sv. Anny (necropoli di Sant'Anna). a pod kostely sv. Jakuba a sv. Šebestiána v centru městečka byly nalezeny pozůstatky dávného pohřebiště.
Jméno obce pravděpodobně pochází od normanského rodu Ferla, jehož představitel Iohannes de Ferula, známý jako baron Ferla, ovládal ve 13. století území kolem Ragusy, Caccama a Syrakus.
Středověké městečko bylo zcela zničeno zemětřesením v lednu roku 1693, během kterého zde zahynulo kolem 800 obyvatel. Novodobá historie je provázená trvalým poklesem počtu obyvatel, přičemž počet v roce 2020 představuje zhruba jen 45 % ze stavu, který zde byl před 100 lety.

## Pamětihodnosti
- Chiesa di San Sebastiano – kostel sv. Šebestiána, založený v roce 1481, po zemětřesení z roku 1693 přestavěný v barokním slohu
- Chiesa di Sant'Antonio Abate – kostel sv. Antonína z 18. století, jehož stavitelem byl mnich Michele La Ferla, představitel školy významného sicilského architelkta Rosaria Gagliardiho, je považován za nejhodnotnější barokní stavbu v této oblasti. Kostel byl zasažen zemětřesením z roku 1908, během kterého byla zničena jedna z kostelních věží.
- Riserva naturale orientata Pantalica, Valle dell'Anapo e Torrente Cava Grande – přírodní rezervace Pantalica, Valle dell'Anapo e Torrente Cava Grande. V rezervaci na katastrech obcí Buscemi, Cassaro , Ferla , Palazzolo Acreide a Sortino se mj. nachází největší evropské pohřebiště Pantalica s asi 5 000 hroby, zapsané na seznamu Světového dědictví UNESCO

## Galerie

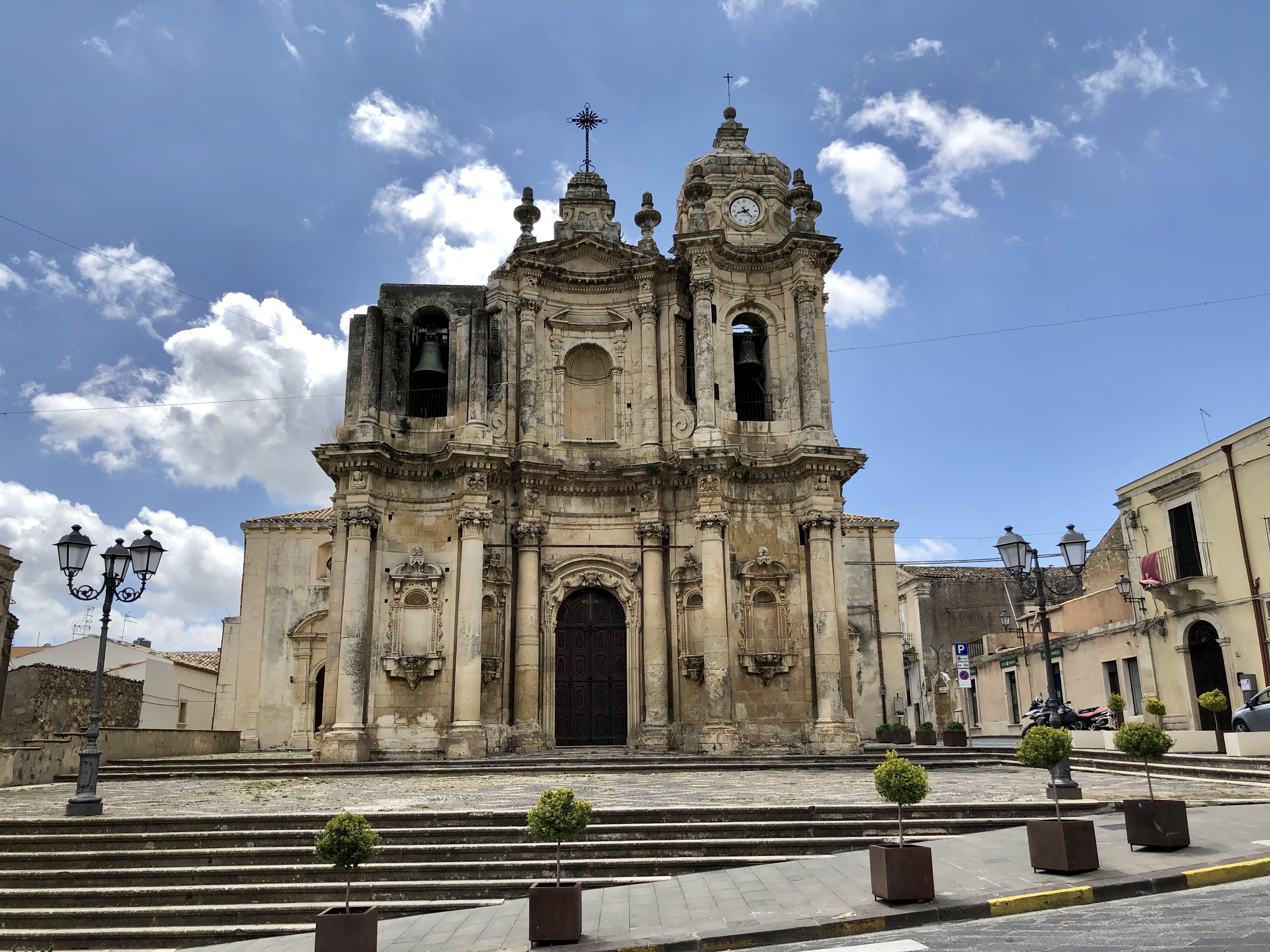
Kostel sv. Antonína
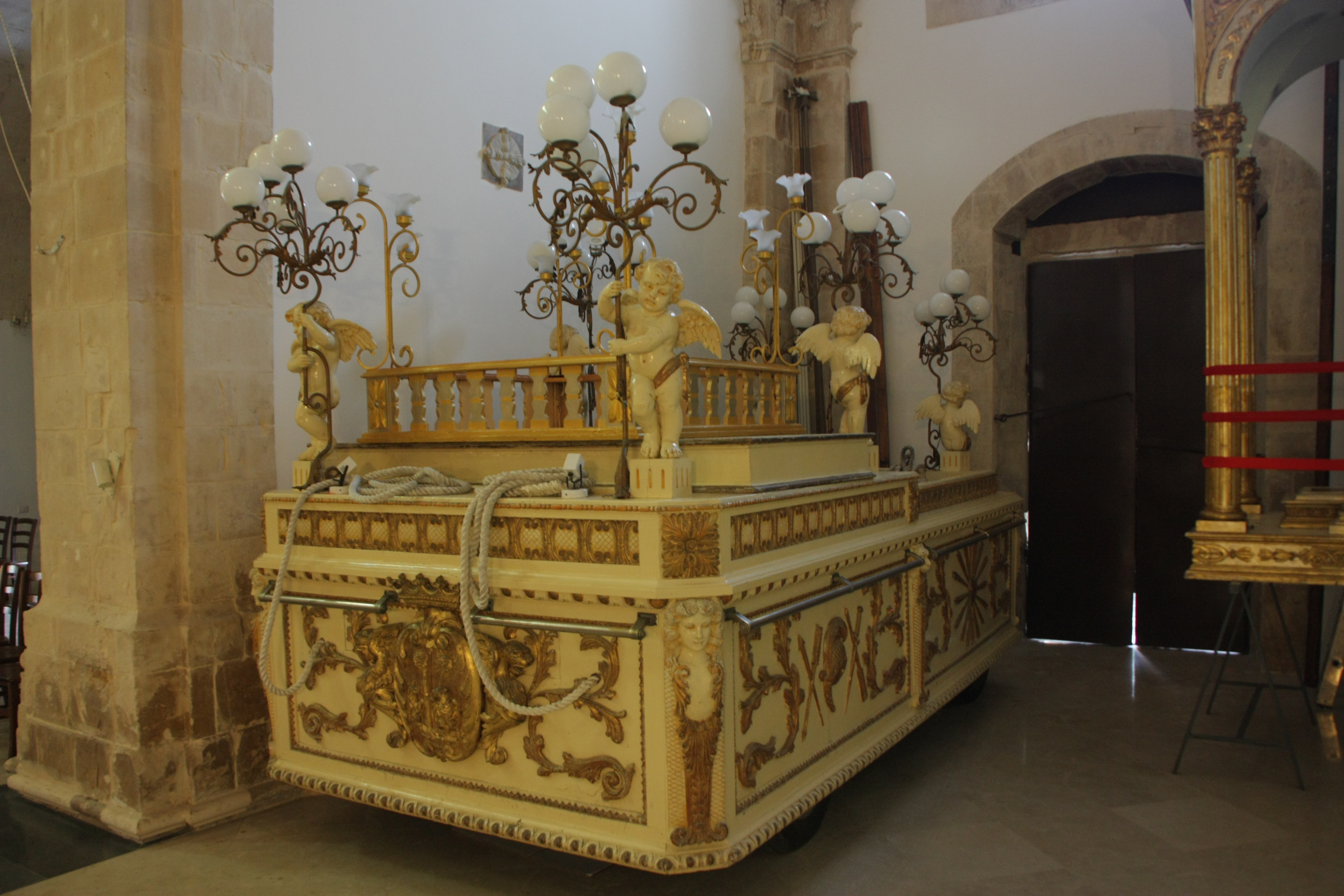
Interiér kostela sv. Šebestiána
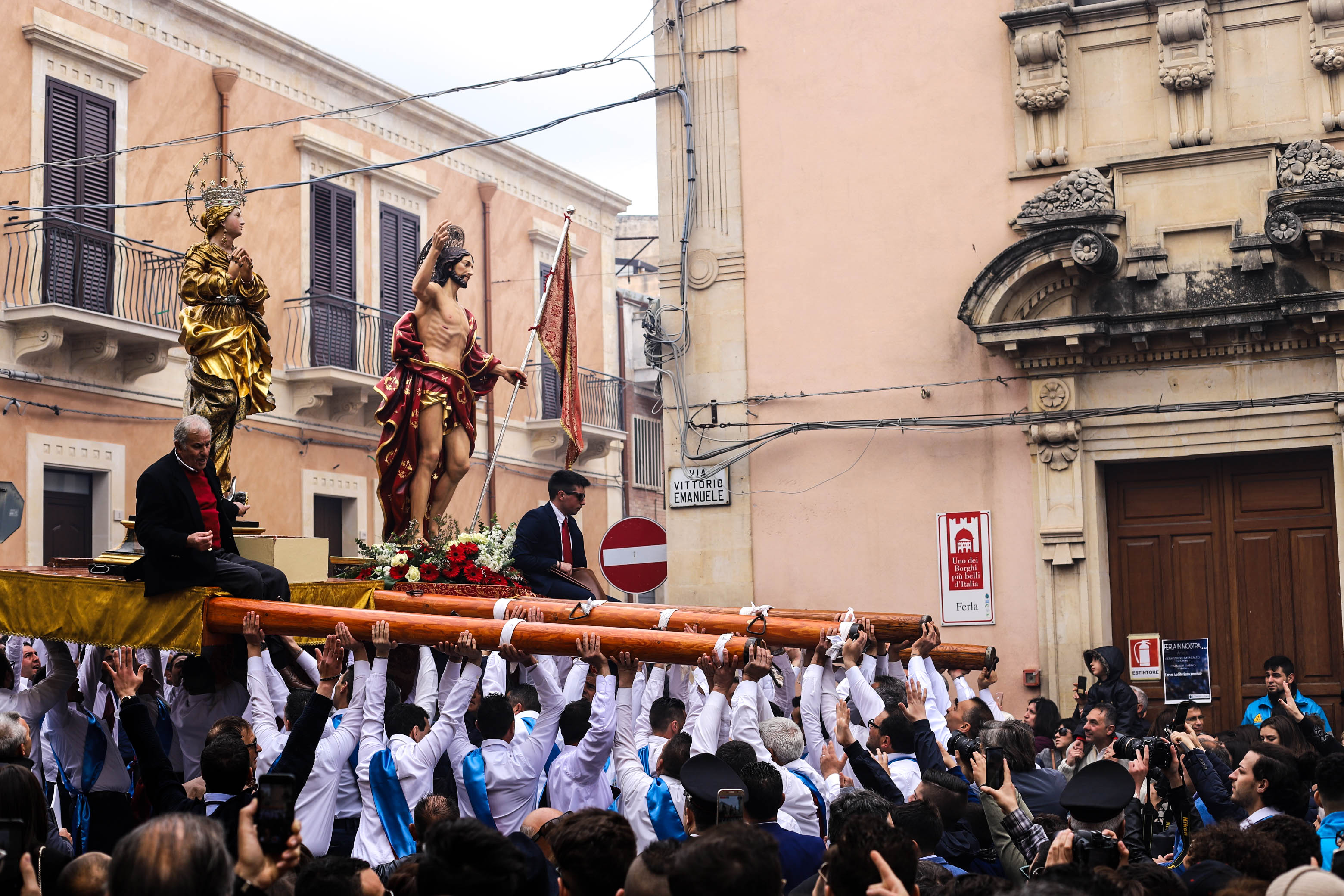
Velikonoční procesí v roce 2019
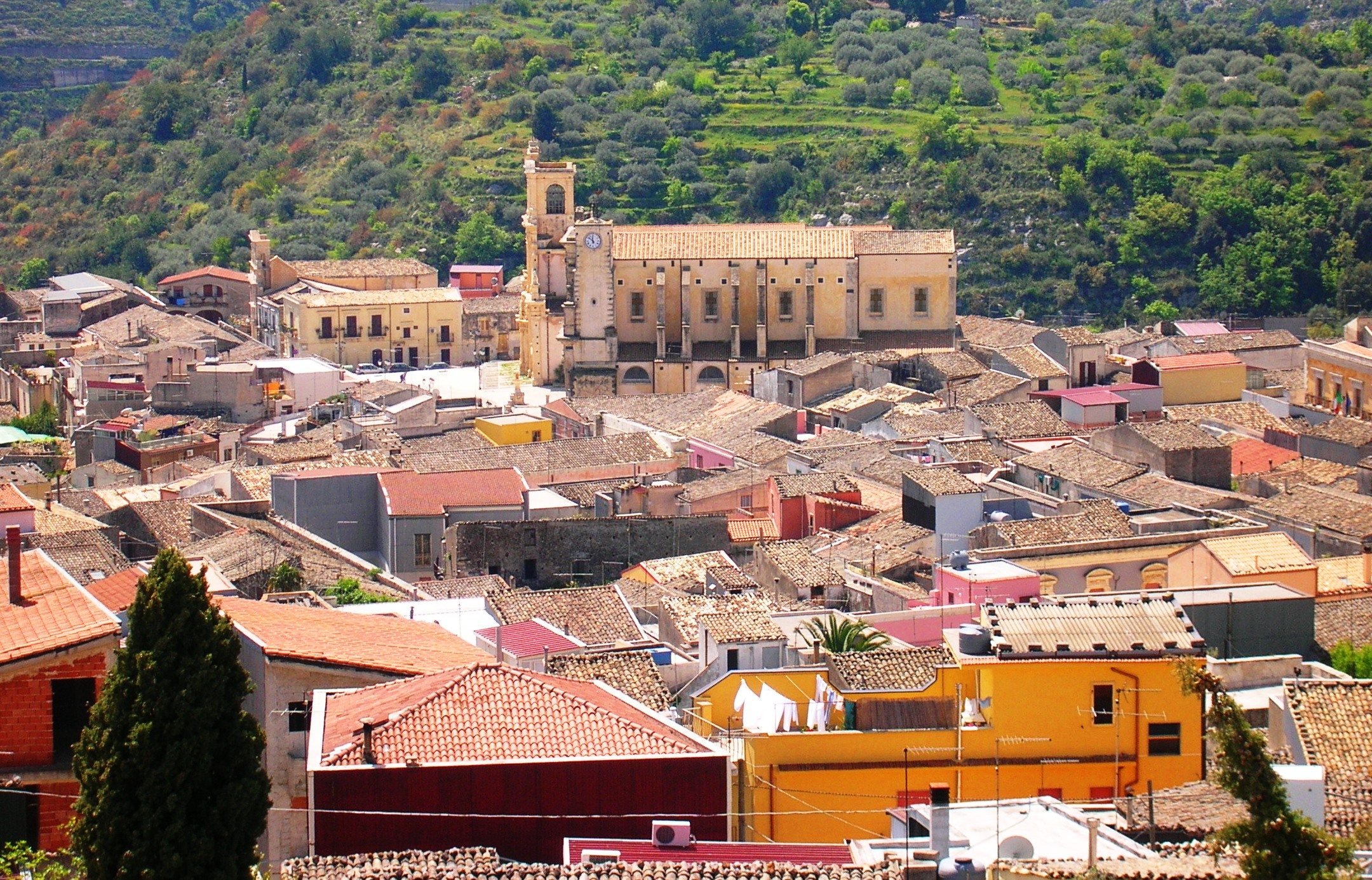
Pohled na centrum městečka
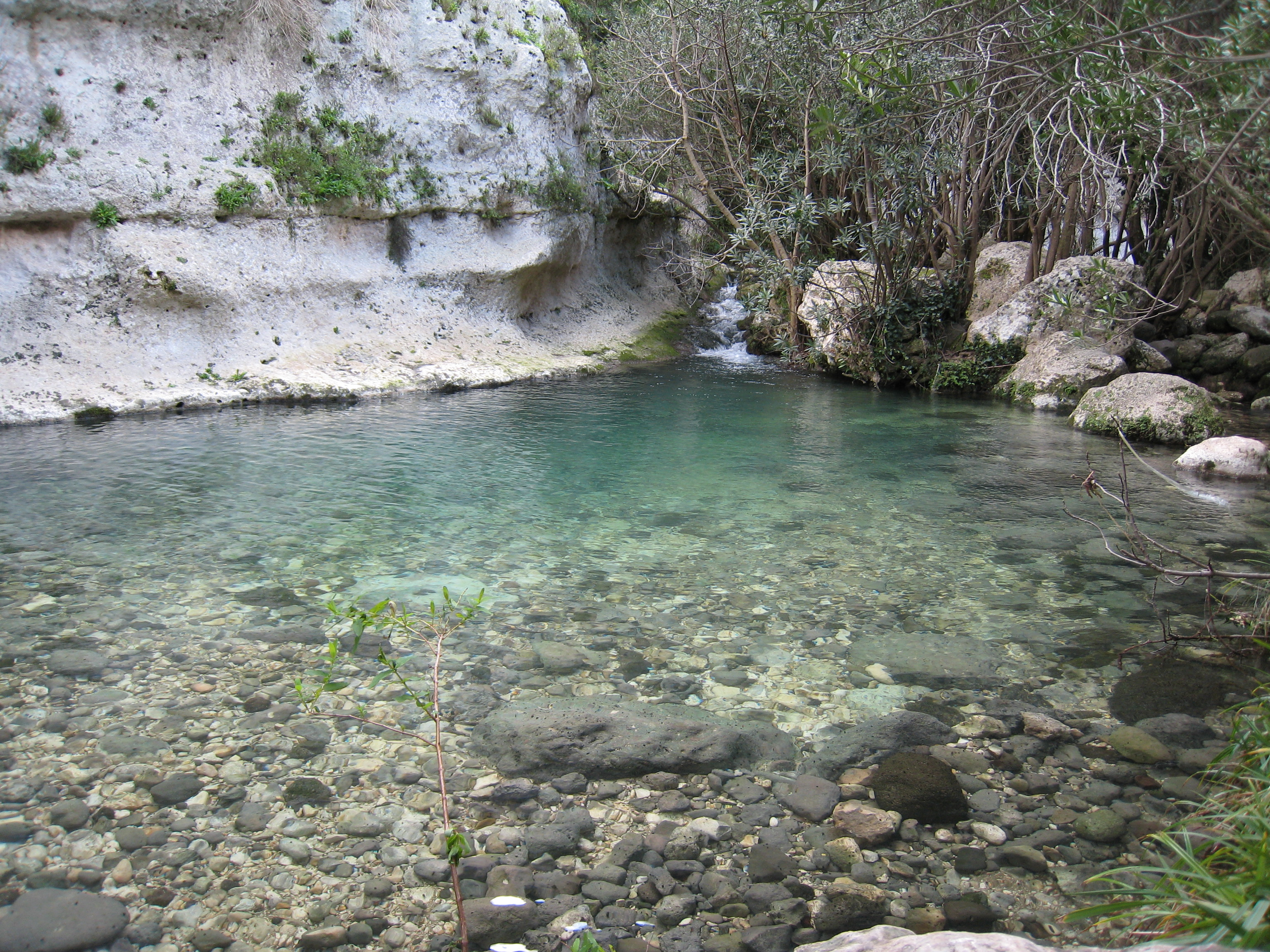
Říčka Calcinara v přírodní rezervaci
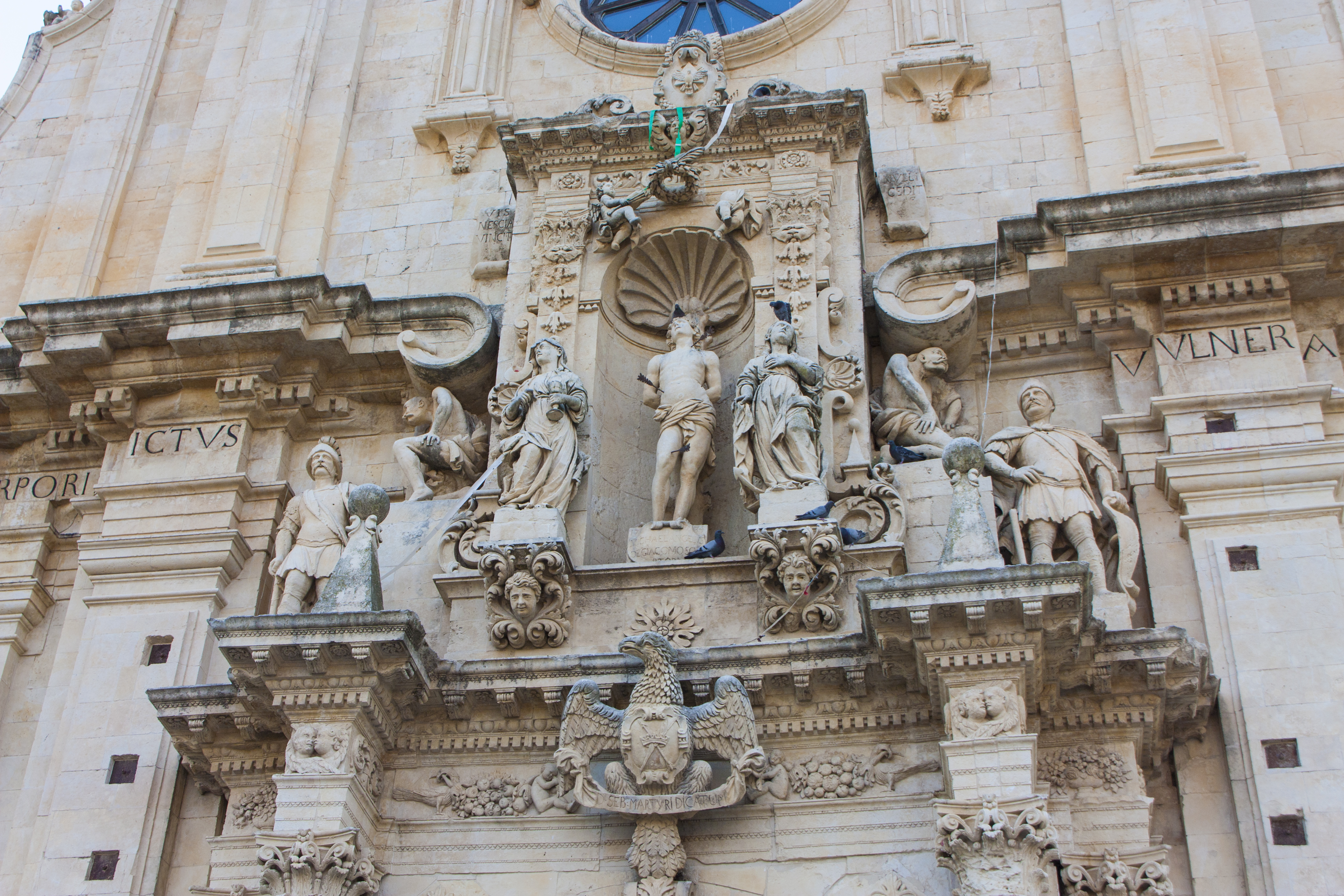
Detail fasády kostela sv. Šebestiána